# Hydaticus lativittis
Hydaticus lativittis är en skalbaggsart som beskrevs av Régimbart 1895. Hydaticus lativittis ingår i släktet Hydaticus och familjen dykare. Inga underarter finns listade i Catalogue of Life.